# Destilación por lotes
La destilación batch o destilación por lotes refiere al uso de la destilación en lotes, lo que significa que una mezcla se destila para separarla en sus fracciones componentes antes de que la destilación se vuelva a cargar con más mezcla y se repita el proceso. Esto contrasta con la destilación continua donde se agrega la materia prima y el destilado se extrae sin interrupción. La destilación por lotes siempre ha sido una parte importante de la producción de productos químicos estacionales, de baja capacidad y de alta pureza.  Es un proceso de separación muy frecuente en la industria farmacéutica. 

## Rectificador de lotes

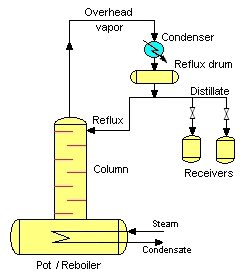
Diagrama de un rectificador de lote

La configuración más simple y de uso más frecuente de destilación por lotes es el rectificador por lotes, incluyendo el alambique y el destilador. El rectificador de lotes consiste en una caldera (o hervidor ), una columna rectificadora, un condensador, algunos medios para separar una porción del vapor condensado (destilado) como reflujo y uno o más receptores. 
La olla se llena con la mezcla líquida y se calienta. El vapor fluye hacia arriba en la columna rectificadora y se condensa en la parte superior. Normalmente, todo el condensado se devuelve inicialmente a la columna como reflujo. Este contacto de vapor y líquido mejora considerablemente la separación. En general, este paso se denomina inicio. El primer condensado es la cabeza , y contiene componentes indeseables. El último condensado son las fintas y también es indeseable, aunque agrega sabor. En medio está el corazón y esto forma el producto deseado. 
De acuerdo con la práctica del destilador, la cabeza y las fintas pueden arrojarse, someterse a reflujo o agregarse al siguiente lote de puré/jugo. Después de algún tiempo, una parte del condensado superior se extrae continuamente como destilado y se acumula en los receptores, y la otra parte se recicla en la columna como reflujo. 
Debido a las diferentes presiones de vapor del destilado, habrá un cambio en la destilación general con el tiempo, tan pronto como en la destilación discontinua, el destilado contendrá una alta concentración del componente con la mayor volatilidad relativa.  Como el suministro del material es limitado y los componentes más ligeros se eliminan, la fracción relativa de los componentes más pesados aumentará a medida que avanza la destilación. 

## Removedor por lotes

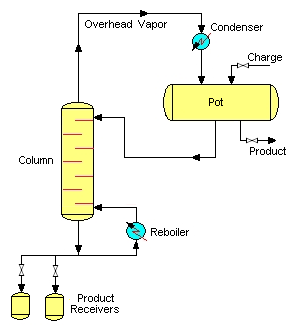
Diagrama de un separador por lotes

La otra configuración simple de destilación por lotes es el removedor por lotes. El separador de lotes consta de las mismas partes que el rectificador de lotes. Sin embargo, en este caso, el potenciómetro de carga se encuentra por encima de la columna de extracción. 
Durante la operación (después de cargar la caldera y poner en marcha el sistema), los componentes de alto punto de ebullición se separan principalmente de la mezcla de carga. El líquido en la caldera se agota en los constituyentes de alto punto de ebullición y se enriquece en los de bajo punto de ebullición. El producto de alto punto de ebullición se enruta a los receptores del producto de abajo. El producto residual de bajo punto de ebullición se retira del recipiente de carga. Este modo de destilación por lotes se aplica muy raramente en procesos industriales. 

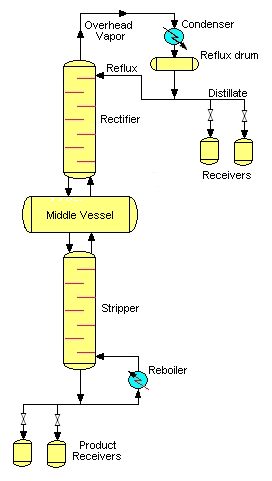
Diagrama de una columna de vaso medio

## Columna del recipiente medio
Una tercera configuración de columna de lote factible es la columna de recipiente intermedio. La columna del vaso intermedio consta de una sección de rectificación y de extracción, y el recipiente de carga está ubicado en el centro de la columna. 

## Estudios de viabilidad
En general, los estudios de viabilidad de la destilación por lotes se basan en los análisis de los siguientes mapas: 
- Mapa de la curva de residuos
- todavía mapa de ruta
- destilado mapa de ruta
- diferentes mapas de perfil de columna

Durante los estudios de factibilidad, se hacen los siguientes supuestos básicos de simplificación: 
- número infinito de etapas de equilibrio
- relación de reflujo infinito
- retención en el plato despreciable en las dos secciones de la columna.
- estado casi estable en la columna
- desbordamiento molar constante

Bernot et al. usó las regiones de destilación por lotes para determinar la secuencia de las fracciones. Según Ewell y Welch, una región de destilación discontinua produce las mismas fracciones al rectificar cualquier mezcla que se encuentre dentro de ella.  Bernot et al. examinó las rutas fijas y destiladas para la determinación de los límites de la región en un alto número de etapas y una alta relación de reflujo, denominada separación máxima. Pham y Doherty en un trabajo pionero describieron la estructura y las propiedades de los mapas de curvas de residuos para mezclas azeotrópicas heterogéneas ternarias.  En su modelo, la posibilidad de la separación de fases del vapor condensado no se tiene en cuenta todavía.  Los puntos singulares de los mapas de curvas de residuos determinados por este método se utilizaron para asignar las regiones de destilación por lotes por Rodríguez-Donis et al. y Skouras et al.  Modla et al. señaló que este método puede dar resultados engañosos para la cantidad mínima de arrastre. Lang y Modla extendieron el método de Pham y Doherty y sugirieron un nuevo método general para el cálculo de curvas de residuos y para la determinación de regiones de destilación discontinua de destilación heteroazeotrópica. 
Lelkes et al. publicó un método de viabilidad para la separación de los azeótropos de punto de ebullición mínimo mediante la alimentación por destilación de lotes por arrastre continuo.  Este método se ha aplicado para el uso de un transportador de luz en el rectificador y removedor de lotes por Lang et al.  y solicitó un máximo de azeótropos por Lang et al.   Modla et al.  extendió este método para la destilación heteroazeotrópica en lotes con alimentación continua de arrastradores. 

## Otras lecturas
- Perry, Robert H.; Green, Don W. (1984). Perry's Chemical Engineers' Handbook (7th edición). McGraw-Hill. ISBN 978-0-07-049841-9.
- Johann G. Stichlmair; James R. Fair (1998). Distillation: principles and practice. Wiley-VCH. ISBN 978-0-471-25241-2.
- I.M. Mujtaba (2004). Batch Distillation:Design and Operation. Imperial College Press. ISBN 978-1-86094-437-6.
- Hilmen Eva-Katrine, Separation of Azeotropic Mixtures:Tools for Analysis and Studies on Batch Distillation Operation, Thesis, Norwegian University of Science and Technology Department of Chemical Engineering, (2000).
- Beychok, Milton (May 1951). «Algebraic Solution of McCabe-Thiele Diagram». Chemical Engineering Progress.